# 上桑坦村 (亞利桑那州)
上桑坦村（英語：Upper Santan Village）是位於美國亞利桑那州皮納爾縣的一個人口普查指定地區。根據2010年美國人口普查，該地人口為495人，而該地的面積約為18.28平方千米。

## 地理
上桑坦村的座標為33°06′55″N 111°44′31″W / 33.11528°N 111.74194°W，而該地最高點為海拔高度433米（即1421英尺）。